# Ancient
Ancient – norweska grupa muzyczna wykonująca melodic black metal. Powstała 1992 roku jako solowy projekt multiinstrumentalisty Magnusa "Zela" Garseta. Grupa zyskała na popularności dopiero w 1996 roku tuż po wydaniu drugiego studyjnego albumy zatytułowanego The Cainian Chronicle.

## Muzycy
| Obecny skład zespołu - Magnus "Zel" Garset - śpiew, gitara, gitara basowa, keyboard (od 1992) - Aleister - gitara (od 2001) - Nicholas Barker - perkusja (od 2009) - Danilo "Dhilorz" Di Lorenzo - gitara, gitara basowa (od 1999) Byli członkowie zespołu - Grimm - śpiew, perkusja (1993-1995) - Kjetil - perkusja (1995-1997) - Valério "Lord Kaiaphas" Costa - śpiew, perkusja (1995-1998) - Kimberly Goss - śpiew, keyboard (1995-1997) - Jesus Christ! - gitara, gitara basowa, keyboard, wiolonczela - Christie "Erichte" Lunde - śpiew (1997-1998) - Scorpios - gitara basowa (1998-1999) - Krigse - perkusja (1998-2000) - Cristina "Deadly Kristin" Parascandolo - śpiew (1998-2003) - Diego "Grom" Meraviglia - śpiew, perkusja (2000-2006) - Krister "Morfeus" Dreyer - gitara |  | Muzycy sesyjni/koncertowi - Lazarus - keyboard (1998) - Baard - perkusja (1997) - Chris "Profana" Pezzano - perkusja (1998) - Thidra - gitara (2000-2001) - Bless - keyboard (2004) - Gianka - perkusja (2007) |

## Dyskografia
- Eerily Howling Winds (1993, demo, wydanie własne)
- Det Glemte Riket (1994, EP, wydanie własne)
- Svartalvheim (1994, Listenable Records)
- Trolltaar (1995, EP, Damnation Records)
- The Cainian Chronicle (1996, Metal Blade Records)
- Mad Grandiose Bloodfiends (1997, Metal Blade Records)
- Det Glemte Riket (1999, kompilacja, Hammerheart Records)
- The Halls of Eternity (1999, Metal Blade Records)
- True Kings of Norway (2000, split, Spikefarm Records)
- God Loves the Dead (2001, EP, Metal Blade Records)
- Proxima Centauri (2001, Metal Blade Records)
- Night Visit (2004, Metal Blade Records)[4]
- Eerily Howling Winds - The Antediluvian Tapes (2005, kompilacja, Sleaszy Rider Records)
- Back to the Land of the Dead (2016, Soulseller Records)